# Frente Popular Marfinense
A Frente Popular Marfinense (em francês: Front Populaire Ivoirien), mais conhecida pelo acrónimo FPI, é um partido político marfinense de ideologia social-democrata fundado em 1982 por Laurent Gbagbo, Aboudramane Sangaré e seus aliados ainda durante a vigência do sistema eleitoral unipartidário dominado exclusivamente pelo Partido Democrata da Costa do Marfim (PDCI), comandado à época pelo líder da independência do país e 1.º presidente da Costa do Marfim, Félix Houphouët-Boigny.
Politicamente inspirado no Partido Socialista francês, esteve filiado internacionalmente à Internacional Socialista desde sua fundação até março de 2011, quando a aliança internacional expulsou a FPI decorrência das graves violações de direitos humanos e denúncias em série de abuso de poder ocorridas durante o governo autoritário de Laurent Gbagbo entre 2000 e 2011, que deflagraram a Crise na Costa do Marfim de 2010–2011.

## Resultados eleitorais

### Eleições presidenciais
| Eleição | Candidato                  | Votos válidos              | %                          | Situação                   |
| ------- | -------------------------- | -------------------------- | -------------------------- | -------------------------- |
| 1990    | Laurent Gbagbo             | 2 445 365                  | 18.32%                     | Não eleito                 |
| 1995    | Promoveu boicote ao pleito | Promoveu boicote ao pleito | Promoveu boicote ao pleito | Promoveu boicote ao pleito |
| 2000    | Laurent Gbagbo             | 1 065 597                  | 59.36%                     | Eleito                     |
| 2010    | Laurent Gbagbo             | 1 756 504(1.º turno)       | 38.04%                     | Não eleito                 |
| 2010    | Laurent Gbagbo             | 2 107 055(2.º turno)       | 45.90%                     | Não eleito                 |
| 2015    | Pascal Affi N'Guessan      | 290 780                    | 9.29%                      | Não eleito                 |
| 2020    | Pascal Affi N'Guessan      | 31 986                     | 1.00%                      | Não eleito                 |

### Eleições parlamentares
| Eleições | Assembleia Nacional        | Assembleia Nacional        | Assembleia Nacional | Assembleia Nacional |
| Eleições | Votos válidos              | %                          | Assentos            | +/-                 |
| -------- | -------------------------- | -------------------------- | ------------------- | ------------------- |
| 1990     | 365 999                    | 19,32                      | 9 / 175             | Novo                |
| 1995     | Sem dados                  | 6,86                       | 12 / 175            | 3                   |
| 2000–01  | 2 390 566                  | 42,67                      | 96 / 225            | 84                  |
| 2011     | Promoveu boicote ao pleito | Promoveu boicote ao pleito | 0 / 225             | 96                  |
| 2016     | 118 130                    | 5,83                       | 3 / 255             | 3                   |
| 2021     | 52 451                     | 1,96                       | 2 / 255             | 1                   |